# Programa de Búsqueda de Planetas de Lick-Carnegie
El Programa de Búsqueda de Planetas de Lick-Carnegie se inició como la Búsqueda de Planetas de la Universidad de San Francisco en 1987 por Geoffrey Marcy y R. Paul Butler. Se trata de la detección por velocidad radial de las variaciones de las estrellas debido a la presencia de planetas extrasolares. La búsqueda está utilizando telescopios, tanto en el Lick y el Observatorio W. M. Keck. 
El equipo fue el ganador del 2002 del Premio Conmemorativo Carl Sagan.